# Gussun Oyoyo
Gussun Oyoyo (ぐっさん およよ?) è una serie di videogiochi rompicapo. Descritta come un incrocio tra Lemming e Tetris, è composta da numerosi titoli disponibili su diverse console.
Il primo videogioco arcade della serie, noto anche come Risky Challenge, è stato sviluppato e distribuito dalla Irem nel 1993. Il nome deriva dai protagonisti della serie, Gussun e Oyoyo, chiamati Vic e Vinnie nella versione occidentale. Il primo port della serie viene creato nel 1995 da Xing e pubblicato per PlayStation ed in seguito distribuito per Sega Saturn con il nome Gussun Oyoyo S (ぐっさん およよ S?).
Nello stesso anno i diritti del videogioco passano a Banpresto che ne produce un port per Super Nintendo Entertainment System dal titolo Super Gussun Oyoyo (すーぱーぐっすんおよよ?). Questo videogioco, nel 2008 distribuito per Wii tramite Virtual Console, riceve un sequel, anch'esso sviluppato da Kan's, Super Gussun Oyoyo 2 (すーぱーぐっすんおよよ2?).
Nel 1996 vengono prodotti gli ultimi due titoli della serie: Zoku Gussun Oyoyo (続 ぐっさん およよ?) per Sony PlayStation e Sega Saturn e Gussun Paradise (ぐっすんぱらだいす?) (distribuito in occidente come YoYo's Puzzle Park) esclusivamente per PlayStation. I due videogiochi verranno in seguito pubblicati su PlayStation Network. YoYo's Puzzle Park si discosta dalla maggior parte dei titoli della serie, essendo un videogioco a piattaforme.